# Theodor II. (Äthiopien)

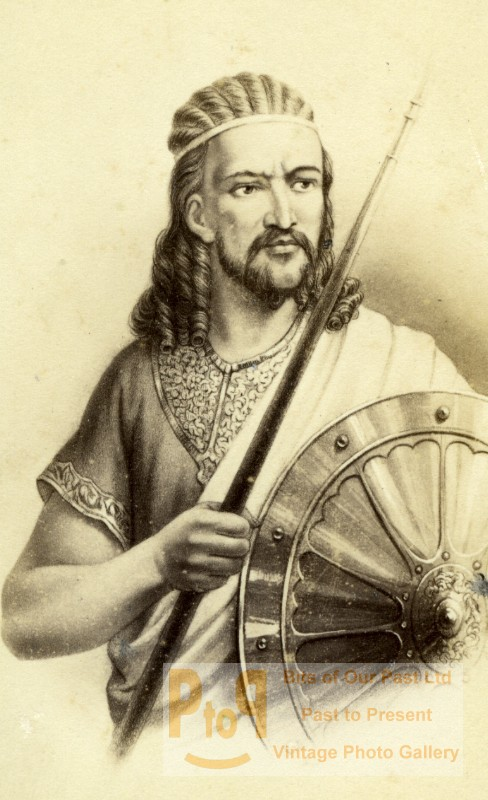
Kaiser Theodor II.

Theodor II. (äthiop. ቴዎድሮስ, Téwodros; geboren als Kassa Hailu 1818 in Scherhié, historische Provinz Quara; † 13. April 1868 in Magdala, heute: Region Amhara) war zunächst Gouverneur von Quara (Kwara) und von 1855 bis 1868 Kaiser von Äthiopien.

## Leben

### Jugendjahre und politischer Aufstieg

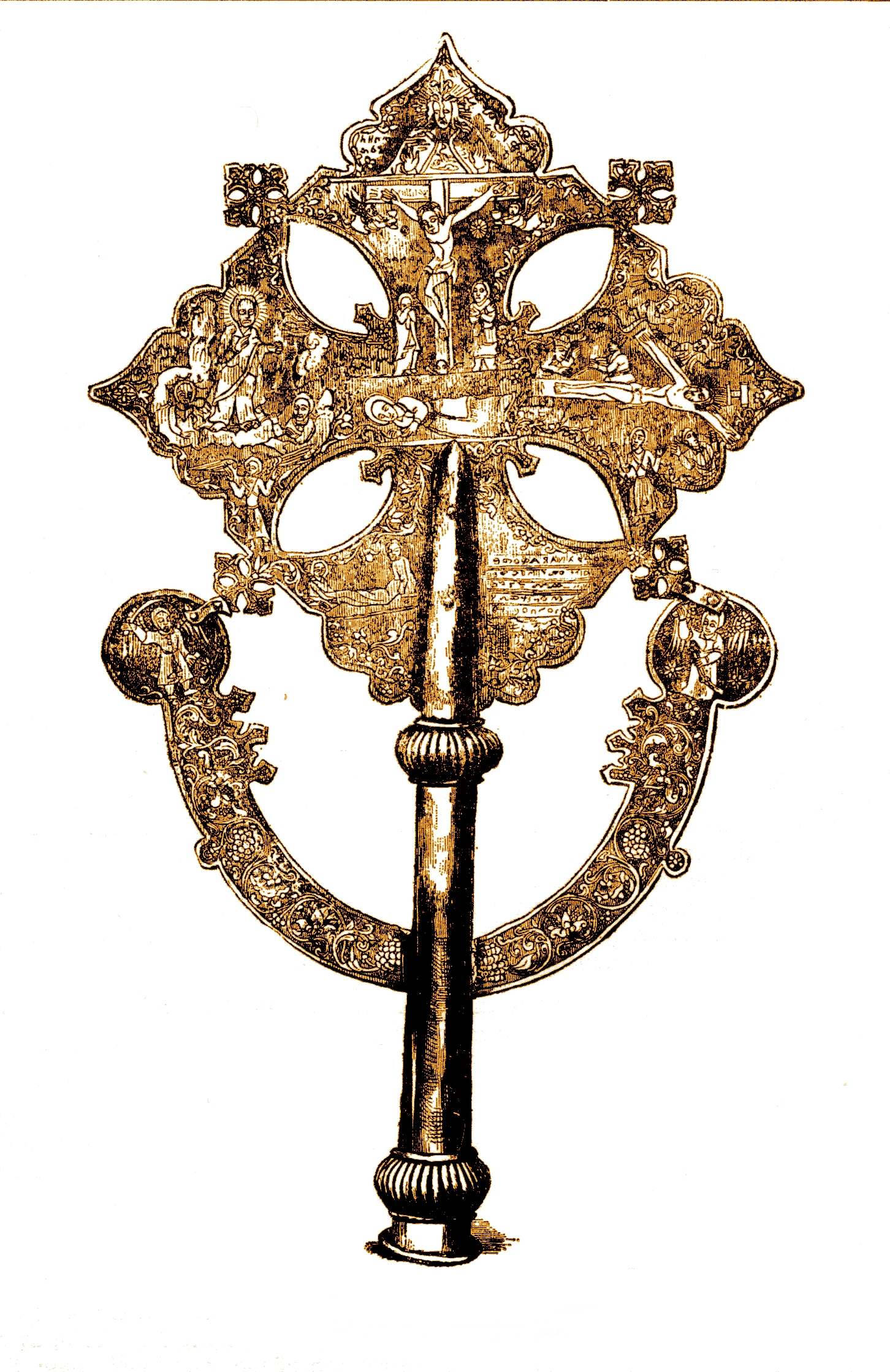
Das Kreuz des Kaisers

Theodor wurde an der Westgrenze des christlichen Abessiniens, des heutigen Äthiopien, geboren. Seine Mutter war von geringer Herkunft, sein Vater Hailu war früher Statthalter von Quara. Er sollte eigentlich Geistlicher werden und wurde im Kloster Tschankar bei Gonder erzogen. Als das Kloster zerstört wurde, entkam er und lebte einige Zeit bei der Familie seines hochgestellten Onkels Kenfu. Als in der Familie blutige Fehden ausbrachen, floh er in das entlegene Bergland von Saharo und wurde dort Anführer einer Räuberbande.
Als solcher war er gefürchtet und wurde von Menen, der Mutter des Ras Ali, mit der Statthalterschaft von Quara betraut. Im Herbst 1848 trat er als Rebell auf und erhielt siegreich von Ras Ali die Landschaften der Menen um Gondar herum und den Titel Dejazmach. Weiter besiegte er in rascher Folge im November 1852 Goschu, den Fürsten von Godscham, im Januar und Juli 1853 den Fürsten Ras Ali selbst, im Mai 1854 Beru, den Sohn Goschus, und schließlich im Februar 1855 den Dejazmach Wube Hayle Mariam von Tigray und Simen (in europäischer Literatur bekannt als Ubie von Tigray und Simen) in der Schlacht von Däräsge. Zwei Tage später, am 11. Februar 1855, ließ er sich durch Abuna Salama als Theodor II. zum negusa nagast (dt.: „König der Könige“) von Abessinien krönen. Die Krönung fand in der von Wilhelm Schimper und Eduard Zander in Däräsge erbauten Marienkirche statt. Den Auftrag zu Planung und Bau der Kirche hatte der kurz zuvor besiegte Wube Hayle Mariam von Tigray gegeben.

### Innenpolitik und Reformen zur Modernisierung des Landes

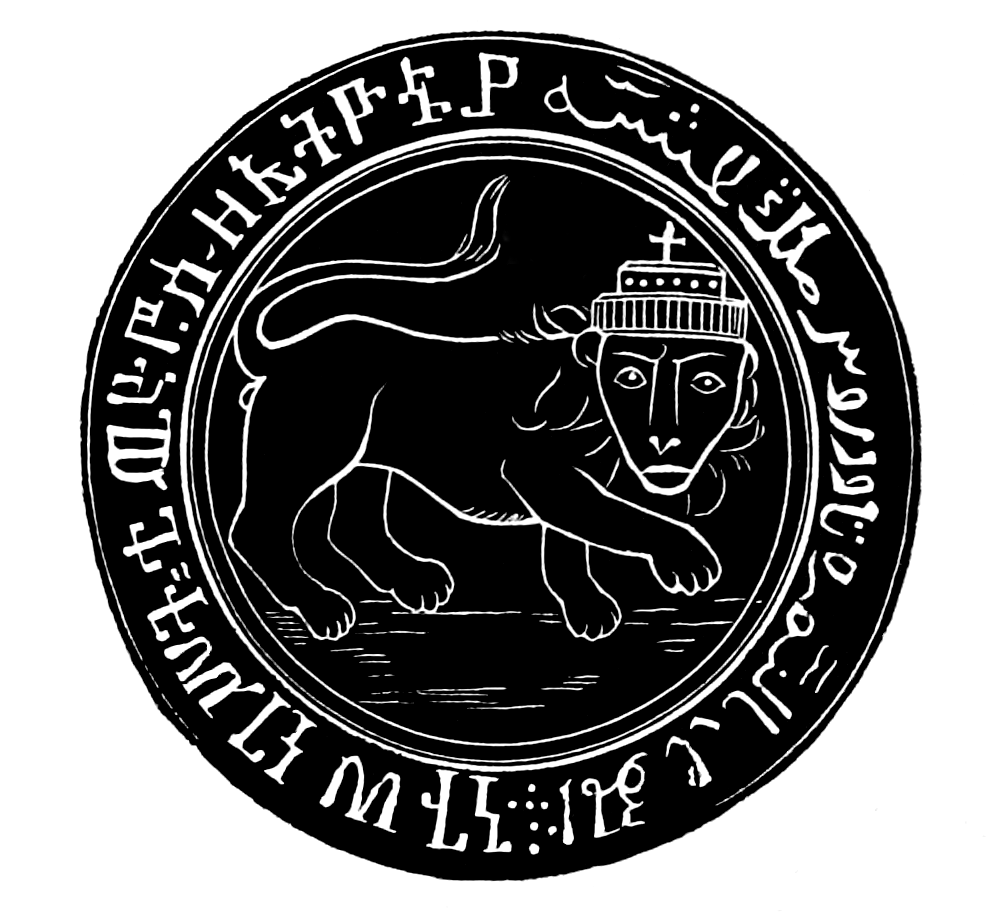
Kaiserliches Siegel Tewodros II. (ንጉሥ)

Theodor widersetzte sich allen Versuchen des Osmanischen Reiches und Großbritanniens, Einfluss auf sein Land zu nehmen, und schaffte zumindest offiziell die Sklaverei ab, blieb darin allerdings erfolglos. Immerhin machte er dem weit verbreiteten Räuberunwesen ein Ende und stellte die Sicherheit entlang der Reisewege wieder her. Die Provinzen des Landes teilte er in kleinere Einheiten, die besoldeten Gouverneuren unterstanden. Die Rechtspflege verbesserte er, indem er selbst das Amt des obersten Richters übernahm. Theodor versuchte auch das Militär zu modernisieren und stellte ein Heer aus bezahlten Soldaten auf, welche nach europäischen Richtlinien mit Musketen und Mörsern ausgerüstet wurden.
Dennoch sah sich Theodor im Laufe der Zeit einer zunehmenden Anzahl innenpolitischer Gegner gegenüber. Dazu gehörten nicht nur zahlreiche Provinzfürsten, wie zum Beispiel Kassa(i) Mercha, der spätere Yohannes IV., sondern auch Abuna Salama, der Patriarch der Äthiopisch-Orthodoxen Kirche. Der innenpolitisch weitgehend isolierte Herrscher suchte daher Unterstützung im Ausland. Mit einem an die britische Monarchin gerichteten Schreiben verband er die Hoffnung auf technologisch-waffentechnische Hilfe zur Modernisierung seines Landes. Damit, so meinte er, wäre es auch möglich, sein Prestige wieder zu heben und seine innenpolitischen Gegner in Schach zu halten.

### Konflikt mit Großbritannien und Untergang

Der Leichnam Theodors nach der Einnahme von Magdala

Als die britische Königin den Brief vom 29. Oktober 1862, in dem Theodor sie um Hilfe gegen den Islam und die „Türken“ (gemeint waren mit diesem Ausdruck die Ägypter) gebeten hatte, unbeantwortet ließ, entlud sich dessen Zorn über diese Missachtung seiner Person schließlich am anglikanischen Missionar Henry Aaron Stern, der gute Beziehungen zu Abuna Salama unterhielt. Stern wurde schließlich auf Theodors Befehl hin ausgepeitscht und in Ketten gelegt, woraufhin Großbritannien seinen Konsul abberief. Damit war jene Ereigniskette in Gang gesetzt, die schließlich zur britischen Äthiopienexpedition führen sollte.
Zunächst reagierte Theodor auf die seiner Ansicht nach erneute britische Provokation im Januar 1864 kurzerhand mit der Verhaftung des Konsuls, den er in Ketten legen und mit weiteren Europäern, die nach und nach in seine Hände fielen, darunter Wilhelm Schimper und Eduard Zander, in die Festung Magdala bringen ließ. Nach einem langen diplomatischen Tauziehen zwischen Großbritannien und dem äthiopischen Herrscher, das nicht nur ergebnislos blieb, sondern auch dazu führte, dass die zu den Verhandlungen an den äthiopischen Hof entsandten britischen Unterhändler ebenfalls in Geiselhaft genommen wurden, entschied sich die britische Regierung am 13. August 1867 für eine gewaltsame Beendigung des Geiseldramas durch Entsendung einer Strafexpedition, welche die Geiseln befreien und das vermeintlich angeschlagene Ansehen Großbritanniens in der Welt wiederherstellen sollte.
Im Dezember 1867 landete ein indisch-britisches Expeditionsheer unter dem Kommando von Robert Cornelis Napier an der Küste des Landes, welches Ende Januar 1868 mit dem Vormarsch ins Landesinnere begann. Am 13. April 1868 startete die britisch-indische Armee den Sturm auf Magdala, wo sich Theodor verschanzt hatte. Um einer für ihn schmachvollen Gefangennahme zu entgehen, beging Theodor unmittelbar vor dem Fall der Bergfestung Suizid.
Der deutsche Afrikaforscher Gerhard Rohlfs war Augenzeuge der Erstürmung Magdalas. Er hatte als offizieller Beobachter Preußens an der Militäroperation teilgenommen und die Ereignisse literarisch im Jahr 1869 veröffentlicht. Rohlfs bemerkte, dass der Körper von Theodor weitgehend unversehrt war. Er bedauerte, dass keine Photographie angefertigt wurde. Allerdings wurde eine Handzeichnung gefertigt. Am Tag nach der Erstürmung wurde Theodor im Umgang der Kirche in Magdala mit allen Ehren bestattet. Doch befürchtete Rohlfs, dass die Oromo nach dem Abzug der Armee Rache an dem Toten nehmen würden.

## Familie
Den Briten fielen bei Magdala auch die beiden Frauen und der Sohn des Kaisers Theodor in die Hände. Mit seiner ersten Frau, die den Namen Durenesch trug, hatte Theodor drei Kinder, von denen nur das älteste, der siebenjährige Sohn Alamayo, noch lebte; die zweite Frau, Tamena, war die frühere Witwe eines Uedjo-Chefs und zusammen mit ihren zwei Kindern aus erster Ehe in der Festung.

## Kritische Würdigung
Theodors historische Leistung besteht darin, „den Zerfall Äthiopiens aufgehalten und Bedingungen für einen zukünftigen Aufschwung geschaffen“ zu haben. Dass seinen Maßnahmen zur Modernisierung des Landes nicht mehr Erfolg beschieden war, lag an den strukturellen Gegebenheiten Äthiopiens ebenso wie an seiner Persönlichkeit, für die starker Alkoholkonsum und plötzlich auftretende Stimmungswechsel und Wutausbrüche charakteristisch waren.
Die auf Theodors Tod folgenden inneräthiopischen Machtkämpfe und die weiteren historischen Ereignisse verhinderten lange Zeit auch die Ausbildung jeglicher Form von Erinnerungskultur an die tragischen Ereignisse von Magdala. Heute jedoch gilt Theodor vielen Äthiopiern als Nationalheld und sein Kampf gegen die Briten in Magdala als heroischer Akt antikolonialen Widerstands.